# Bola Tinubu (advogada)
Bola Tinubu (nascida na Nigéria) é advogada corporativa e fundadora da Cece Yara, a primeira ONG nigeriana que luta contra o abuso sexual infantil. Por sua atuação, está na lista 100 Mulheres BBC de 2018.

## Formação e ativismo
Bola Tinubu é casada com Jubril Adewale Tinubu e é mãe de cinco filhos. Formada em Direito Societário, ela trabalha em tempo integral no escritório Olajide Oyewole LLP. Após uma pesquisa pessoal, ela percebeu a extensão do abuso sexual infantil na Nigéria (1/4 das meninas e 1/10 dos 10 meninos são abusados sexualmente antes dos 18 anos, e somente 4% das meninas e 2% dos meninos recebem ajuda após a violência) e a inação do governo, e decidiu formar-se como defensora infantil com especialização em abuso sexual, e tornou-se entrevistadora forense certificada. Depois disso, ela fundou a Fundação Cece Yara, uma organização não-governamental contra o abuso sexual e a exploração infantil.

## Fundação Cece Yara
A Fundação Cece Yara é uma organização sem fins lucrativos fundada em março de 2016, com seis funcionários em tempo integral e 10 voluntários. “Cece Yara” significa “Salve a criança”, em idioma Hausa. Os objetivos da fundação são:
- prevenir o abuso sexual infantil,
- promover a conscientização entre adultos e crianças,
- fornecer cuidados, informações, proteção e intervenção de emergência para crianças abusadas ou em risco e para suas famílias.

São duas as formas de ação da Fundação e ambas estão focadas nas crianças. Uma linha telefônica gratuita que funciona 24 horas por dia (0800 800 8001), em que conselheiros especialmente formados atendem as crianças em perigo com ouvido atento, aconselhamento, serviços de referência e intervenção de emergência. E também um Centro de Defesa da Criança em local físico seguro e gratuito, onde as crianças são atendidas por conselheiros, assistentes sociais, defensores de crianças, advogados e entrevistadores forenses, e recebem suporte jurídico e psicossocial.
Para ampliar a atuação da Fundação, em 27 de maio de 2022, Bola Tinubu lançou um livro infantil chamado "Bisi is the boss" (Bisi é quem manda, em tradução livre). A protagonista é uma garotinha bem informada, que ensina como identificar comportamentos inadequados e criar limites corporais. O livro foi traduzido para os três maiores dialetos falados na Nigeria: Igbo, Yoruba and Hausa.
Entre 2016 e 2019, a Fundação ajudou 2.000 crianças. Entre 2017 e 2018, foram 147 casos reportados, 667 sessões de aconselhamento online, 4.924 crianças treinadas em 6 meses, aconselhamento e atendimento psicosocial para 45 famílias, suporte legal para 25 casos, 4.626 chamadas recebidas na linha telefônica gratuita.
Como indica Bola Tinubu: “Se é preciso uma aldeia para criar uma criança; é preciso uma aldeia para abusar de uma.”

## Reconhecimentos
Bola Tinubu foi nomeada uma das 100 Mulheres mais influentes e inspiradoras do mundo pela BBC na lista de 100 Mulheres de 2018, e uma das 100 mulheres mais inspiradoras da Nigéria, em 2019, pelo Leading Ladies Africa.
Ela é membro do Chartered Governance Institute e do Institute of Directors, ambos do Reino Unido.